# Abel Durand
Abel Durand, dit Abel-Durand (né le 10 mars 1879 à Saint-Étienne-de-Montluc et mort le 2 novembre 1975 à Nantes), est un avocat et un homme politique français, adjoint au maire de Nantes, puis sénateur de la Loire-Inférieure, devenu Loire-Atlantique en 1957. Il préside le Conseil général de la Loire-Inférieure de 1945 à 1970.

## Biographie
Abel Marie Durand est le fils de Noël Pierre Laurent Louis Jean-Baptiste Durand, capitaine au long cours, et de Marie Magdeleine Rose Mabilais, elle-même fille d'un médecin de Saint-Étienne-de-Montluc. Lauréat du premier prix de version latine au concours général de l'enseignement libre, Abel Durand suis ses études à la faculté de droit de Paris, et obtient un doctorat en droit et un en sciences économiques. Il devient avocat en 1900 et s'inscrit au barreau de Nantes en 1905. Il est porté devant les feux des projecteurs lorsqu'il est désigné comme avocat de la défense lors de l'Affaire Marcel Redureau à Nantes en 1914. Le jeune valet de ferme, Marcel Redureau, est accusé du meurtre de 7 personnes. Cette affaire connaît un retentissement national.
Militant au côté de Maurice Schwob pour le développement du port de Nantes au sein de la « Loire navigable », il est le promoteur de l'institution des allocations familiales dès 1919, rédigeant les premiers statuts de la Caisse interprofessionnelle de compensation des allocations familiales. Fondateur de la Société mutualiste du commerce et de l'industrie (première société mutualiste du département), de l'Association industrielle, commerciale et agricole de l'Ouest (AICAO) et de la Caisse régionale des institutions familiales ouvrières (CRIFO), qu'il préside. Il enseigne l'économie politique à l'École de droit et du notariat de Nantes de 1925 à 1947.
Il échoue aux élections législatives de 1924 dans la première circonscription de Loire-Inférieure ainsi qu'aux municipales de 1925 à Nantes. Il est élu conseiller municipal de Nantes en 1929, siégeant dans l'opposition au maire Léopold Cassegrain. À la suite d'une crise politique locale, la majorité municipale se trouve modifiée et Abel Durand devient adjoint au maire de Nantes, en décembre 1931. Il échoue face au socialiste Auguste Pageot à la mairie de Nantes en 1935 et devient le premier opposant au Front populaire à Nantes. Il est défait par le premier adjoint au maire de Nantes, le socialiste Edmond Prieur, aux cantonales de 1937 dans le 6e canton de Nantes.
En 1928, dès que la loi l'autorise, il crée une Caisse d'assurances sociales, dont il est l'un des piliers en France. Il est vice-président de l'Union départementale mutualiste, président de l'Union départementale des caisses sociales de la Loire-Inférieure (jusqu'à la guerre) et de l'Union régionale des caisses maladie-maternité de Nantes depuis l'origine. Ce proche de Gaëtan Rondeau, exerce les fonctions d'adjoint au maire en 1941. Mais il est poussé à la démission le 10 décembre 1942 à la suite du refus de la municipalité nantaise de coopérer avec les Occupants nazis. Délégué départemental du Secours national de 1940 à 1944 (puis de l'Entr'aide française en 1945), il s'implique en faveur des populations sinistrées au moment des bombardements de la ville. Arrêté par la Gestapo en juillet 1944, pour « attitude hostile envers l'Allemagne », il échappe de justesse à la déportation en s'enfuyant de Belfort en août 1944. Il est fait chevalier de la Légion d'honneur et chevalier du Mérite social « à titre de guerre » en 1945.
En septembre 1945, il est élu conseiller général du 5e canton de Nantes et, le 29 octobre de la même année, président du conseil général de la Loire-Inférieure (fonction qu'il occupe jusqu'en mars 1970), malgré sa défaite aux élections législatives de novembre (il est alors en quatrième position sur la liste Audibert). Il démissionne du barreau de l'ordre des avocats de Nantes en 1948.
Conseiller de la République de 1946 à 1948, il est sénateur du département jusqu'en 1965. Il est président de la Commission de la Marine et des pêches de 1947 à 1955 et membre de la commission du Travail et des assurances sociales. Il devient président du groupe des républicains indépendants au Conseil de la République de 1952 à 1955, date à partir de laquelle il accède à la vice-présidence de la chambre haute,,,,. Il est président de la Commission des affaires sociales en octobre 1959 au sein du Sénat renouvelé.
Il est nommé juge suppléant à la Haute Cour de justice de 1959 à 1962.
Durand est vice-président de la Fédération nationale de la mutualité française et vice-président délégué de la Commission du Comité centrale des Allocations familiales, membre de la Commission supérieure des allocations familiales, du Conseil supérieur de la sécurité sociale, du Conseil supérieur de la mutualité, du conseil de direction des clubs Confrontations et administrateur de différents hôpitaux. En 1952, il devient président de l'Association des présidents de conseils généraux de France, ainsi que vice-président de la Conférence européenne des pouvoirs locaux depuis 1962 (dont il est président d'honneur de 1968 à 1970) et de la Commission de développement économique régional (CODER) des Pays de la Loire depuis 1964.
Cité comme membre de la fondation culturelle bretonne en 1957, il est gérant à partir de la société Breton Center Ltd de promotion des échanges entre la Bretagne et le Royaume-Uni à partir de 1965.

## Hommage
Un rond-point situé à la limite de Nantes et Saint-Herblain a été baptisé en son honneur par délibération du conseil municipal du 17 mai 1976 (les Nantais le nomment d'ailleurs souvent « rond-point des Châtaigniers », l'endroit étant dénommé auparavant « place des Châtaigniers »).

## Publications
- Nantes dans la France de l'Ouest, Librairie Plon, Paris, 1941 (couronné par l'Académie française)
- Les Provinces dans la reconstruction nationale, 1942
- La Chambre des comptes de Nantes : De la duchesse Anne au département de Loire-Inférieure, 1976